# Picnic Island
Picnic Island är en ö i Australien. Den ligger i delstaten Tasmanien, i den sydöstra delen av landet, omkring 110 kilometer nordost om delstatshuvudstaden Hobart.
I omgivningarna runt Picnic Island växer i huvudsak städsegrön lövskog. Genomsnittlig årsnederbörd är 635 millimeter. Den regnigaste månaden är november, med i genomsnitt 107 mm nederbörd, och den torraste är augusti, med 32 mm nederbörd.